# Henry Le Chénier
Henry Le Chénier, né le 2 janvier 1937 à Avignon et mort à Marseille le 6 février 2014, est un peintre figuratif et dessinateur français, dont l'œuvre peut être rattachée au courant de la nouvelle figuration.

## Biographie
Né Henri Girard le 2 janvier 1937 à Avignon,,, il suit à partir de 1953 les cours du soir de l'École des beaux-arts d'Avignon. Il crée avec quelques amis L'Atelier, association de jeunes peintres qui réalise des expositions jusqu'en 1959 ; en 1956, il est étudiant à l'École des beaux-arts d'Avignon.
Il épouse en 1958 Christiane Mourou. De 1961 à 1994, il est professeur d'art plastique à Marseille. Le 21 février 1964, il prend officiellement le nom d'Henry Le Chénier
En 1979, Henri Le Chénier crée avec sa femme Christiane l'association Présence contemporaine afin d'organiser, en contrepoint du Festival de musique d'Aix-en-Provence, des expositions collectives d'art contemporain. En 1981, pour centième anniversaire de la naissance de Pablo Picasso, il réalise au Musée Granet d' Aix-en-Provence l'exposition Picasso, tout l’œuvre lino-gravé (7 mars - 6 septembre 1981)
Henri le Chénier meurt le 6 février 2014 à Marseille.

## Distinctions
- En 1984, il est sacré chevalier de l'ordre des Arts et Lettres avant d'être élevé officier en 2010[6].
- En 1986, il est sacré chevalier de l'ordre des Palmes académiques[réf. nécessaire].

## Œuvre

### Tableaux
Tout au long de son œuvre, Henry Le Chénier a exploré différents thèmes et techniques picturales ,,,. Son ambition picturale consistait  « à partir de sa propre vision intérieure, à saisir le monde, le maintenir à bras le corps, en dire la dureté, la violence et l'aliénation, à travers le traitement infligé à l'humain. ».
De 1950 à 1973, il produit de nombreuses œuvres figuratives. En 1974 - année de rupture dans sa carrière - insatisfait de sa production artistique, il brûle de nombreuses toiles et réoriente son travail plastique vers une facture moins classique.
Il oriente son travail de 1975 à 1980 sur des objets tels que l'olivier, les moutons, les schistes et les rochers, les forêts. De 1981 à 1994, si la thématique des forêts persiste, il s’intéresse aussi aux rapports des espaces, du temps, des personnages avant d'aborder le thème de la violence avec les Fuites, les Chutes et les Bacchanales.
Le 2 janvier 1991 marque une nouvelle rupture dans sa carrière avec un autodafé de 120 toiles réalisées entre 1960 et 1975. De 1993 à 1994, il réalise une série de 150 dessins préparatoires et 13 tableaux de grande taille illustrant le Chemin de croix : « A son tour un peintre médite sur la douleur. Il médite sur la vie et la mort, sur l'unité de la vie et de la mort »,.
De 1995 à 1997, il place encore l'humain au cœur de ses préoccupations ainsi que la mythologie avec la scène Dionysos et de 1998 à 2000, il produit une série de tableaux appelée les Dames et rend hommage au poète Pierre Chabert.
Il peint en 2001 vingt-cinq toiles sur le thème de Pompéi puis de 2002 à 2003, peint quatorze toiles évoquant la guerre en Irak et réalise en 204-2005 le polyptyque Martyr de Tulle en hommage aux suppliciés le 9 juin 1944.
En 2005, il oriente ses travaux sur le thème des ombres et lumières, avant de recommencer à peindre autour de la mythologie.

### Illustrations
Il a illustré plusieurs recueils de poésie tandis que des poètes ont écrit sur son œuvre : Xavier Hiron, Pierre Chabert : 
- Pierre Chabert, Le Mal des silex, illustrations d'Henry Le Chénier, ed. Club des poètes, Privas, 1972
- Colette Gibelin, Le Paroxysme seul, illustrations d'Henry Le Chénier, ed. Guy Chambelland, Paris, 1972[17]
- Pierre Chabert, Les Onthophages ou les Ontophages, illustrations d'Henry Le Chénier ed.Guy Chambelland, Paris, 1973
- René Daillie, La Rose et l'Acacia, sérigraphies d'Henry Le Chénier, ed. Guy Chambelland, Paris, 1973
- René Daillie, Pérégrinations, sérigraphies d'Henry Le Chénier, ed. Guy Chambelland, Paris, 1973
- Xavier Hiron, Troisième suite (voix intérieure), dessins et maquette d'Henry Le Chénier, Éditions anonymes, Aix-en-Provence, 1995
- Pierre Chabert, L'Amour la Mort, illustrations d'Henry Le Chénier, ed. L'Arrousaïre, Avignon, 1999
- Pierre Chabert, Aboli bibelot, dessins collages d'Henry Le Chénier, ed. L'Arrousaïre, Avignon, 1999

### Expositions
| Expositions personnelles | Expositions personnelles |
| ------------------------ | --- |
| 1962                     | Galerie La Chimère à Saint-Rémy-de-Provence |
| 1963                     | Galerie La Chimère à Saint-Rémy-de-Provence et Galerie Difar à Genève |
| 1965                     | Galerie La Chimère à Saint-Rémy-de-Provence et Galerie Jouvène |
| 1968-72                  | Galerie Drouant et Librairie-Galerie Chambelland à Paris Hôtel de ville de Salon-de-Provence et d’Échirolles Galerie Arthaud à Grenoble Galerie des arts contemporains à Monte-Carlo |
| 1975-76                  | « Ballades et sonnets de Pétrarque », (20 illustrations), Librairie-Galerie P. Maurel à Marseille exposition itinérante sur le thème de l'olivier : Le Beausset, Villeneuve-lès-Avignon, Châteauvallon                                                                                         |
| 1977                     | « Ballades et sonnets de Pétrarque », (20 illustrations), Hôtel de ville de Fontaine-de-Vaucluse |
| 1978                     | Galerie des trois ormeaux à Aix-en-Provence |
| 1979                     | Basilique Sainte-Marie-Madeleine de Saint-Maximin-la-Sainte-Baume |
| 1982                     | La Vieille Charité à Marseille |
| 1983                     | 1% CES Saint-Eutrope à Aix-en-Provence (réalisation de 4 grandes toiles) |
| 1984                     | Musée Granet à Aix-en-Provence |
| 1985                     | Espace des arts à Chalon-sur-Saône |
| 1987                     | Galerie Sordini à Marseille |
| 1988                     | Art-jonction-International à Nice |
| 1989                     | Rectorat à Aix-en-Provence |
| 1991-1993                | Exposition itinérante sur le thème des Gens : Arles (Fondation Van Gogh), Toulon (espace Peiresc), Chamalières, Clermont-Ferrand |
| 1995                     | Galerie J-L Tapiau à Paris |
| 1995-1996                | Exposition itinérante sur Le Chemin de croix : Gémenos, Marseille (cathédrale Sainte-Marie-Majeure), Auxerre (Abbatiale Saint-Michel) |
| 1996                     | Domaine de Souviou au Beausset |
| 1998                     | Rétrospective 1975-1998 (230 œuvres -peintures et dessins) : Aubagne Espace Mirabeau de Coriolis (dessins) à Aix-en-Provence Lady oscar (dessins) à Aix-en-Provence |
| 1999                     | Salon international de l’aéronautique au Bourget "Eurocopter" |
| 2001                     | Rétrospective 1975-2000 (280 œuvres -peintures et dessins), Villa tamaris, centre d'art, La Seyne-sur-Mer |
| 2002                     | Espace Sextius (Mort à Pompéi) à Aix-en-Provence |
| 2004                     | 200 RD 10 (dessins), Vauvenargues |
| 2006                     | Centre culturel italien (Mort à Pompéi), Marseille |
| 2006-2008                | Parcours thématiques 2000-2005 - Villa Tamaris, centre d'art, La Seyne-sur-Mer - Église Saint-Pierre des Carmes (Hommage aux martyrs de Tulle du 9 juin 1944) à Tulle - Chapelle des pénitents noir à Aubagne - Abbaye de Silvacane, Naufrages/intolérances et terrorisme, La Roque-d'Anthéron |
| 2012                     | maison du Cygne, centre d'art (œuvres sur papier) à Six-Fours-les-Plages |

| Expositions collectives | Expositions collectives |
| ----------------------- | --- |
| 1963-64                 | Jeune peinture méditerranéenne, Palais de la Méditerranée, Nice |
| 1971                    | Cent peintres provençaux, Musée Cantini, Marseille |
| 1973                    | 23 Maîtres contemporains, Salon-de-Provence |
| 1978                    | Biennale d'arts contemporains, Brest |
| 1979                    | Présence contemporaine, Aix-en-Provence Salon de la création artistique, Bourg-en-Bresse |
| 1980                    | Centre culturel français, Rome Salon de la création artistiques, Bourg-en-Bresse |
| 1981                    | Tendances actuelles de l'art contemporain, Centre culturel d'Aubagne Salon de mai, Paris |
| 1983                    | Figuration Critique, Grand Palais, Paris |
| 1984                    | Cantini 84, Musée Cantini, Marseille |
| 1987                    | Biennale internationale d'art contemporain, Brignoles |
| 1988                    | Présence contemporaine, Aix-en-Provence Hommage à Vincent Van Gogh, Musée Réattu, Arles |
| 1989                    | Musée des beaux-arts, Carcassonne, L'art et la révolution aéronautique et spatiale, Salon étoile Marceau, Paris ; ODC, Aix-en-Provence |
| 1990                    | Musée des beaux-arts, Béziers |
| 1991                    | Château de Tours, Tours, Présence contemporaine, Aix-en-Provence |
| 1992                    | Maison de la culture, Bourges |
| 1993                    | Ambassade de France, Tunis |
| 1995                    | Centre cultural de la ville, Madrid, Musée art sacré contemporain, histoire d'une passions, Hazebrouck |
| 1996                    | Galerie de la Salle, Saint-Paul-de-Vence, Galerie Miliani, Marseille ; Domaine de Souviou, Le Beausset ; Hommage à Vincent Van Gogh, Ambassade de France, Nicosie ; L'Art et l'artisanat religieux, maison de l'artisanat, Marseille |
| 1997                    | Histoire d'une passion, exposition itinérante du Musée de Dunkerque : Belgique, Espagne, Portugal |
| 1998                    | Salle des expositions du Gouvernement, Principauté d'Andorre |
| 1999                    | Les Maîtres du portrait contemporain, Musée des Beaux-Arts, Menton ; Hommage à Vincent Van Gogh, Musée, Tokyo ; V'art'iations plastiques, La Garde ; Provence terre de mécénat, Château Borely, Marseille ; Hommage à Alexandre de la Salle, Centre international d'art contemporain, Carros ; Euro-Monde 2000, Francfort ; Portraits d'artistes, Musée archéologique, Menton |
| 2001                    | École de Nice-abstraction-figuration, Städtischen galerie in Buntentor, Brême |
| 2002                    | Hommage à Marc Le Bot, Galerie Pierre-Marie Vitoux, Paris |
| 2003                    | Le Pari de l'art contemporain, Musée des tapisseries, Aix-en-Provence |

| Œuvres dans les musées, collections publiques et entreprises | Œuvres dans les musées, collections publiques et entreprises |
| ------------------------------------------------------------ | ------------------------------------------------------------ |
| Collège Saint-Eutrope                                        | Aix-en-Provence                                              |
| Bibliothèque Méjane                                          | Aix-en-Provence                                              |
| Fondation van Gogh                                           | Arles                                                        |
| Ville                                                        | Aubagne                                                      |
| Conseil général                                              | Avignon                                                      |
| Musée des beaux-arts et d'art contemporaine                  | Auxerre                                                      |
| Musée d'art contemporain                                     | Les Baux de Provence                                         |
| Centre international d'art contemporain                      | Carros                                                       |
| Musée d'art contemporain                                     | Chamalières                                                  |
| Musée d'art contemporain                                     | Dunkerque                                                    |
| Musée d'art sacré                                            | Dunkerque                                                    |
| Espace d'art contemporain Pébéo                              | Gémenos                                                      |
| Ménil Foundation                                             | Huston (États-Unis)                                          |
| Ville                                                        | Istres                                                       |
| Artothèque Antonin Artaud                                    | Marseille                                                    |
| Musée Cantini                                                | Marseille                                                    |
| Conseil régional PACA                                        | Marseille                                                    |
| Société Ricard                                               | Marseille                                                    |
| Musée des beaux-arts                                         | Menton                                                       |
| Musée de Monté-Carlo                                         | Monaco                                                       |
| Collections Eurocopter                                       | Paris                                                        |
| Centre Georges Pompidou, Bibliothèque Kandinsky              | Paris                                                        |
| Musée des beaux-arts                                         | Pau                                                          |
| Ville                                                        | La Roque-d'Anthéron                                          |
| Musée Estrine                                                | Saint-Rémy-de-Provence                                       |
| Villa Tamaris                                                | La Seyne-sur-Mer                                             |
| Espace Peiresc                                               | Toulon                                                       |

## L'aventurePrésence contemporaine
En 1979, Henry Le Chénier et sa femme Christiane créent l'association Présence contemporaine qui organise tous les étés pendant plus de 10 ans des expositions d'art contemporains de haut niveau. D'abord présentées à l'École de beaux-arts d'Aix-en-Provence, elles prennent ensuite place au cloître Saint-Louis du Lycée Vauvenargues à Aix-en-Provence. Chaque exposition est accompagnée d'un catalogue,,,,,,,,,,.
En 1981, à l'occasion du centième anniversaire de la naissance de Picasso, Le Chénier organise dans le cadre de cette association une exposition au Musée Granet (Aix-en-Provence) : Picasso, tout l’œuvre lino-gravé (7 mars - 6 septembre 1981) qui fait également l'objet d'un catalogue.
L'association prépare  en 1987-1988 la préfiguration du Musée d'art contemporain du Grand-Saint-Jean à Aix-en-Provence. Henry Le Chénier et sa femme travaillent alors avec l'architecte Claude Parent et le soutien culturel et scientifique de personnalités dont Georges Duby, Michel Butor et Marc le Bot... À la suite du refus de la municipalité[réf. nécessaire] en 1990, l'association est rapidement dissoute.

### Expositions et publications dePrésence contemporaine
| Dates                            | Titres ou listes des artistes |
| -------------------------------- | --- |
| 1979 (12 juillet - 31 août)      | V. Adami, A. Deschbacher, S. Arakawa, F. Brun, I. Barbarigo, J. Bazaine, A.-E. Bergman, V. Bioulès, P. Bloch, F. Bret, J. Coignard, G. Corneille, O. Debré, H. Domoto, P. Fournel, C. Garache, R. Genis, R. Guerrier, H. Hartung, L. Kijno, J. Le Moal, R. Licata, A. Manessier, J.-M. Meurice, P. Palazuelo, M. Papart, J.-P. Pericaud, E. Pignon, J.-P. Pincemin, M. Prassinos, P. Rebeyrolle, J.-P. Riopelle, G. Singier, J.-M. Sorgue, P. Soulages, P. Tal-Coat, A. Tapiès, H. Télémaque, G. Titus-Carmel, R. Ubac, B. Van Velde, J. Vasselin, L. Zack, Zao Wou-Ki |
| 1980 (15 juillet - 14 septembre) | Divers aspects de l'expression plastique de Picasso à nos jours (52 artistes) |
| 1981 (15 juillet - 6 septembre)  | Hartung, Bergman, Bret, Clavé, Farhi, Guitet, Helion, Kijno, Laude, Lipszyc, Pignon, Prassinos, Soulages, Zao Wou-Ki |
| 1982 (12 juillet - 29 août)      | Arroyo, Klasen, Vélickovic ou trois aspects de la figuration contemporaine |
| 1983 (12 juillet - 28 août)      | Prassinos, rétrospective de l'œuvre peint et dessiné |
| 1984 (10 juillet - 28 août)      | Adami, peintures et dessins |
| 1985 (12 juillet - 28 août)      | Segui, peintures, dessins et reliefs |
| 1986                             | Images du corps |
| 1987 (12 juillet - 30 août)      | Klasen, rétrospective de l'œuvre peint de 1960 à 1987 |
| 1988 (17 juillet-28 août)        | Art & industrie, mécène, aujourd'hui |
| 1990 (15 juillet - 26 août)      | Images, Magies |